# Premi Félix Houphouët-Boigny
El Premi de Foment de la Pau Félix Houphouët-Boigny va ser establert per la UNESCO el 1990:
| « | Per honrar individus vius i institucions o organismes actius públics o privats que han fet una contribució significativa a promoure, buscar, protegir o mantenir la pau en conformitat amb la Carta de les Nacions Unides i la Constitució d'UNESCO. | » |

El premi s'ha batejat amb el nom de Félix Houphouët-Boigny, primer president de Costa d'Ivori. S'atorga anualment. El premi són 122.000 euros, a ser compartits igualment en cas de receptors múltiples.

## Receptors
| Any  | Receptor                  | Receptor                                                | País                         | Fonament |
| ---- | ------------------------- | ------------------------------------------------------- | ---------------------------- | --- |
| 1991 | Mandela i de Klerk        | Nelson Mandela Frederik Willem de Klerk                 | Sud-àfrica                   | «Per les seves contribucions per a la pau internacional, animant-los a prosseguir en els seus esforços i com un tribut al que han fet per educar el seu poble rumb a la comprensió i a la superació del prejudici, que molts no haurien cregut possible fa pocs anys.» |
| 1992 |                           | Acadèmia de Dret Internacional de la Haia               | Països Baixos                | «Creiem que el món està en una nova fase de relacions internacionals. Bastant diferent d'aquell per la qual acabem de passar(...) i estem convençuts que ha de ser donat un paper major a la justícia internacional en la resolució de disputes internacionals i en la solució de problemes internacionals.» |
| 1993 | Yitshaq Rabín             | Yitshaq Rabín                                           | Israel                       | «Concloem que aquest any, naturalment, l'esdeveniment més important i dramàtic ha estat l'acord entre els palestins i Israel i, per tant, el nostre comitè va decidir concedir el Premi de la Pau Félix Houphouët-Boigny de 1993 per al primer-ministre Yitzhak Rabin i per al canceller Ximon Peres pel costat israelià, i per al president Yasser Arafat per l'Organització per a l'Alliberament de Palestina.» |
| 1993 | Ximon Peres               | Ximon Peres                                             | Israel                       | «Concloem que aquest any, naturalment, l'esdeveniment més important i dramàtic ha estat l'acord entre els palestins i Israel i, per tant, el nostre comitè va decidir concedir el Premi de la Pau Félix Houphouët-Boigny de 1993 per al primer-ministre Yitzhak Rabin i per al canceller Ximon Peres pel costat israelià, i per al president Yasser Arafat per l'Organització per a l'Alliberament de Palestina.» |
| 1993 | Yasser Arafat             | Yasser Arafat                                           | Territoris Palestins Ocupats | «Concloem que aquest any, naturalment, l'esdeveniment més important i dramàtic ha estat l'acord entre els palestins i Israel i, per tant, el nostre comitè va decidir concedir el Premi de la Pau Félix Houphouët-Boigny de 1993 per al primer-ministre Yitzhak Rabin i per al canceller Ximon Peres pel costat israelià, i per al president Yasser Arafat per l'Organització per a l'Alliberament de Palestina.» |
| 1994 | Joan Carles I             | Joan Carles I d'Espanya                                 | Espanya                      | «(...) [El rei d'Espanya], pel seu paper a garantir la transició per a la democràcia, per la seva contínua contribució per a la protecció de les minories en la transició per a la democràcia, i pel paper internacional de conciliació que Espanya ha interpretat. [Carter per] la seva capacitat com a president del Carter Center i la seva contribució per la recerca de la pau en moltes parts diferents del món i (...) obtenint èxit en tal contribució encara abans del govern del seu país haver sol·licitat a ell que ho fes.» |
| 1994 | Jimmy Carter              | Jimmy Carter                                            | Estats Units d'Amèrica       | «(...) [El rei d'Espanya], pel seu paper a garantir la transició per a la democràcia, per la seva contínua contribució per a la protecció de les minories en la transició per a la democràcia, i pel paper internacional de conciliació que Espanya ha interpretat. [Carter per] la seva capacitat com a president del Carter Center i la seva contribució per la recerca de la pau en moltes parts diferents del món i (...) obtenint èxit en tal contribució encara abans del govern del seu país haver sol·licitat a ell que ho fes.» |
| 1995 |                           | Alt Comissionat de les Nacions Unides per als Refugiats | Suïssa                       | «Concordem per unanimitat a concedir un premi mutu a l'Alt Comissariat de les Nacions Unides per als Refugiats pel treball que ha exercit, i en segon lloc, a l'Alta Comissionada, senyora Ogata, per la qualitat inconfusible que ella va afegir a la missió de la qual va ser designada, per l'excel·lència dels seus esforços i per la manera que ella va despertar l'interès internacional pels refugiats.» |
| 1995 | Sadako Ogata              | Sadako Ogata                                            | Japó                         | «Concordem per unanimitat a concedir un premi mutu a l'Alt Comissariat de les Nacions Unides per als Refugiats pel treball que ha exercit, i en segon lloc, a l'Alta Comissionada, senyora Ogata, per la qualitat inconfusible que ella va afegir a la missió de la qual va ser designada, per l'excel·lència dels seus esforços i per la manera que ella va despertar l'interès internacional pels refugiats.» |
| 1996 | Álvaro Arzú Irigoyen      | Álvaro Enrique Arzú Irigoyen                            | Guatemala                    | |
| 1996 | Rolando Morán             |                                                         | Guatemala                    | |
| 1997 | Fidel Ramos               | Fidel V. Ramos                                          | Filipines                    | «Per l'acord per ells efectuat que va posar fi el 2 de setembre de 1996 al conflicte entre el govern de les Filipínes i el Front d'Alliberament Nacional Moro.» |
| 1997 | Nur Misuari               |                                                         | Filipines                    | «Per l'acord per ells efectuat que va posar fi el 2 de setembre de 1996 al conflicte entre el govern de les Filipínes i el Front d'Alliberament Nacional Moro.» |
| 1998 | Sheikh Hasina             | Sheikh Hasina                                           | Bangladesh                   | «A concedir el Premi de 1998 a Sheikh Hasina, primera ministra de la República Popular de Bangladesh, el qual, el 2 de desembre de 1997, va signar un acord de pau que va posar fi a 25 anys de guerra civil, i al senador George J. Mitchell el treball del qual va possibilitar que les parts principals en la Crisi Irlandesa signessin l'Acord de Belfast; el jurat vaig voler mantenir el focus en els esforços mobilitzats en la recerca per la pau a través del diàleg i de la negociació.»                                       |
| 1998 | George John Mitchell      | George J. Mitchell                                      | Estats Units                 | «A concedir el Premi de 1998 a Sheikh Hasina, primera ministra de la República Popular de Bangladesh, el qual, el 2 de desembre de 1997, va signar un acord de pau que va posar fi a 25 anys de guerra civil, i al senador George J. Mitchell el treball del qual va possibilitar que les parts principals en la Crisi Irlandesa signessin l'Acord de Belfast; el jurat vaig voler mantenir el focus en els esforços mobilitzats en la recerca per la pau a través del diàleg i de la negociació.»                                       |
| 1999 | Comunitat de Sant'Egidio  | Comunitat de Sant'Egidio                                | Itàlia                       | «En el reconeixement dels seus esforços a realitzar l'enteniment ecumènic entre totes les religions, els seus esforços de conciliació a Algèria, Moçambic, Guinea Bissau i Iugoslàvia, per les seves contribucions per a la comprensió humana i per l'eliminació de fonts de conflicte religioses, polítiques i ètniques.» |
| 2000 |                           | Mary Robinson                                           | Irlanda                      | «Per la gran contribució que ella va donar en la defensa i promoció dels Drets Humans. La decisió, de fet, va ser unànime.» |
| 2001 | No va ser lliurat         | No va ser lliurat                                       | No va ser lliurat            | No va ser lliurat |
| 2002 | Xanana Gusmão             | Kay Rala Xanana Gusmão                                  | Timor Oriental               | «Per la seva contribució en la lluita per la dignitat humana i per la seva conducta la qual va elevar l'esperit humà, no solament a la seva regió, però al món.» |
| 2003 |                           | Roger Etchegaray                                        | França                       | «En reconeixement de la seva acció en favor del diàleg interreligiós, tolerància i pau.» |
| 2003 | Mustafa Cerić             | Mustafa Cerić                                           | Bòsnia i Hercegovina         | «En reconeixement de la seva acció en favor del diàleg interreligiós, tolerància i pau.» |
| 2004 | No va ser lliurat         | No va ser lliurat                                       | No va ser lliurat            | No va ser lliurat |
| 2005 | Abdoulaye Wade            | Abdoulaye Wade                                          | Senegal                      | «Per les seves contribucions per la democràcia a Senegal, i pel seu paper a intervenir en les disputes polítiques a la regió.» |
| 2006 | No va ser lliurat         | No va ser lliurat                                       | No va ser lliurat            | No va ser lliurat |
| 2007 | Martti Ahtisaari          | Martti Ahtisaari                                        | Finlàndia                    | «Per liderar el procés que va resultar en la independència de la Namíbia i per [la seva] gran contribució per a la solució del conflicte fratricida entre el govern indonesi i el Moviment d'Alliberament d'Aceh.» |
| 2008 |                           | Luiz Inácio Lula da Silva                               | Brasil                       | «Per les seves accions en recerca de la pau, diàleg, democràcia, justícia social i igualtat de drets, així com per la seva valuosa contribució a l'erradicació de la pobresa i la protecció dels drets de les minories.» |
| 2009 | No va ser lliurat         | No va ser lliurat                                       | No va ser lliurat            | No va ser lliurat |
| 2010 | Àvies de la Plaza de Mayo | Àvies de la Plaza de Mayo                               | Argentina                    | «Com a reconeixement de la seva incansable batalla de més de trenta anys a favor dels drets humans, la justícia i la pau.» |
| 2011 | No va ser lliurat         | No va ser lliurat                                       | No va ser lliurat            | No va ser lliurat |
| 2012 | No va ser lliurat         | No va ser lliurat                                       | No va ser lliurat            | No va ser lliurat |
| 2013 | François Hollande         | François Hollande                                       | França                       | «Per la seva gran contribució a la pau i l'estabilitat a l'Àfrica» i «la solidaritat manifestada per França respecte als pobles africans» |